# 847年
| 千纪： | 1千纪                                                                                           |
| 世纪： | 8世纪 \| 9世纪 \| 10世纪                                                                        |
| 年代： | 810年代 \| 820年代 \| 830年代 \| 840年代 \| 850年代 \| 860年代 \| 870年代                       |
| 年份： | 842年 \| 843年 \| 844年 \| 845年 \| 846年 \| 847年 \| 848年 \| 849年 \| 850年 \| 851年 \| 852年 |
| 纪年： | 丁卯年（兔年）；唐大中元年；南诏天启八年；日本承和十四年；渤海国咸和十七年                      |

## 大事记
- 披因比亞開始在蒲甘修建城寨，大興土木，使蒲甘漸漸成為大城市。

唐宣宗李忱繼位，改元大中。

## 出生
- 前蜀高祖王建。

## 逝世
- 12月7日有智子內親王──日本嵯峨天皇第八皇女，首代賀茂齋院，享年41歲（806-847）。